# Gran Premio de la Comunidad Valenciana de 2022
El Gran Premio de la Comunidad Valenciana de 2022 (oficialmente Gran Premio Motul de la Comunitat Valenciana) fue la vigésima prueba y última del Campeonato del Mundo de Motociclismo de 2022. Tuvo lugar en el fin de semana del 4 al 6 de noviembre de 2022 en el Circuito Ricardo Tormo situado en la localidad de Cheste, Comunidad Valenciana, España.
La carrera de MotoGP fue ganada por Álex Rins, seguido de Brad Binder y Jorge Martín. Pedro Acosta fue el ganador de la prueba de Moto2, por delante de Augusto Fernández y Tony Arbolino. La carrera de Moto3 fue ganada por Izan Guevara, Deniz Öncü fue segundo y Sergio García tercero.

## Resultados

### Resultados MotoGP
| Pos.    | N.º | Piloto                | Equipo                       | Constructor | Vueltas | Tiempo    | Parrilla | Puntos |
| ------- | --- | --------------------- | ---------------------------- | ----------- | ------- | --------- | -------- | ------ |
| 1       | 42  | Álex Rins             | Team Suzuki Ecstar           | Suzuki      | 27      | 41:22.250 | 5        | 25     |
| 2       | 33  | Brad Binder           | Red Bull KTM Factory Racing  | KTM         | 27      | +0.396    | 7        | 20     |
| 3       | 89  | Jorge Martín          | Prima Pramac Racing          | Ducati      | 27      | +1.059    | 1        | 16     |
| 4       | 20  | Fabio Quartararo      | Monster Energy Yamaha MotoGP | Yamaha      | 27      | +1.911    | 4        | 13     |
| 5       | 88  | Miguel Oliveira       | Red Bull KTM Factory Racing  | KTM         | 27      | +7.122    | 14       | 11     |
| 6       | 36  | Joan Mir              | Team Suzuki Ecstar           | Suzuki      | 27      | +7.735    | 12       | 10     |
| 7       | 10  | Luca Marini           | Mooney VR46 Racing Team      | Ducati      | 27      | +8.524    | 11       | 9      |
| 8       | 23  | Enea Bastianini       | Gresini Racing MotoGP        | Ducati      | 27      | +12.038   | 13       | 8      |
| 9       | 63  | Francesco Bagnaia     | Ducati Lenovo Team           | Ducati      | 27      | +14.441   | 8        | 7      |
| 10      | 21  | Franco Morbidelli     | Monster Energy Yamaha MotoGP | Yamaha      | 27      | +14.676   | 16       | 6      |
| 11      | 72  | Marco Bezzecchi       | Mooney VR46 Racing Team      | Ducati      | 27      | +17.655   | 18       | 5      |
| 12      | 25  | Raúl Fernández        | Tech 3 KTM Factory Racing    | KTM         | 27      | +24.870   | 22       | 4      |
| 13      | 87  | Remy Gardner          | Tech 3 KTM Factory Racing    | KTM         | 27      | +26.546   | 20       | 3      |
| 14      | 30  | Takaaki Nakagami      | LCR Honda Idemitsu           | Honda       | 27      | +26.610   | 24       | 2      |
| 15      | 49  | Fabio Di Giannantonio | Gresini Racing MotoGP        | Ducati      | 27      | +31.819   | 19       | 1      |
| 16      | 35  | Cal Crutchlow         | WithU Yamaha RNF MotoGP Team | Yamaha      | 27      | +1:28.870 | 17       |        |
| Ret     | 73  | Álex Márquez          | LCR Honda Castrol            | Honda       | 23      | Retirado  | 15       |        |
| Ret     | 43  | Jack Miller           | Ducati Lenovo Team           | Ducati      | 22      | Caída     | 3        |        |
| Ret     | 12  | Maverick Viñales      | Aprilia Racing               | Aprilia     | 15      | Retirado  | 6        |        |
| Ret     | 5   | Johann Zarco          | Prima Pramac Racing          | Ducati      | 13      | Caída     | 9        |        |
| Ret     | 93  | Marc Márquez          | Repsol Honda Team            | Honda       | 9       | Caída     | 2        |        |
| Ret     | 40  | Darryn Binder         | WithU Yamaha RNF MotoGP Team | Yamaha      | 4       | Caída     | 23       |        |
| Ret     | 44  | Pol Espargaró         | Repsol Honda Team            | Honda       | 3       | Caída     | 21       |        |
| Ret     | 41  | Aleix Espargaró       | Aprilia Racing               | Aprilia     | 2       | Retirado  | 10       |        |
| Fuente: |     |                       |                              |             |         |           |          |        |

### Resultados Moto2
| Pos.    | N.º | Piloto                  | Constructor | Vueltas | Tiempo    | Parrilla | Puntos |
| ------- | --- | ----------------------- | ----------- | ------- | --------- | -------- | ------ |
| 1       | 51  | Pedro Acosta            | Kalex       | 25      | 39:52.413 | 2        | 25     |
| 2       | 37  | Augusto Fernández       | Kalex       | 25      | +1.232    | 3        | 20     |
| 3       | 14  | Tony Arbolino           | Kalex       | 25      | +10.163   | 4        | 16     |
| 4       | 54  | Fermín Aldeguer         | Boscoscuro  | 25      | +14.407   | 8        | 13     |
| 5       | 75  | Albert Arenas           | Kalex       | 25      | +18.904   | 11       | 11     |
| 6       | 18  | Manuel González         | Kalex       | 25      | +20.554   | 14       | 10     |
| 7       | 96  | Jake Dixon              | Kalex       | 25      | +21.244   | 15       | 9      |
| 8       | 52  | Jeremy Alcoba           | Kalex       | 25      | +25.868   | 18       | 8      |
| 9       | 8   | Senna Agius             | Kalex       | 25      | +33.763   | 19       | 7      |
| 10      | 23  | Marcel Schrötter        | Kalex       | 25      | +35.117   | 22       | 6      |
| 11      | 64  | Bo Bendsneyder          | Kalex       | 25      | +35.598   | 20       | 5      |
| 12      | 72  | Borja Gómez             | Kalex       | 25      | +36.336   | 21       | 4      |
| 13      | 12  | Filip Salač             | Kalex       | 25      | +38.942   | 16       | 3      |
| 14      | 19  | Lorenzo Dalla Porta     | Kalex       | 25      | +41.710   | 10       | 2      |
| 15      | 16  | Joe Roberts             | Kalex       | 25      | +45.238   | 6        | 1      |
| 16      | 61  | Alessandro Zaccone      | Kalex       | 25      | +51.827   | 23       |        |
| 17      | 81  | Keminth Kubo            | Kalex       | 25      | +52.884   | 28       |        |
| 18      | 4   | Sean Dylan Kelly        | Kalex       | 25      | +53.109   | 27       |        |
| 19      | 17  | Álex Escrig             | MV Agusta   | 25      | +55.179   | 24       |        |
| 20      | 42  | Marcos Ramírez          | MV Agusta   | 25      | +55.627   | 29       |        |
| 21      | 84  | Zonta van den Goorbergh | Kalex       | 25      | +1:03.904 | 30       |        |
| Ret     | 29  | Taiga Hada              | Kalex       | 20      | Cadĺa     | 25       |        |
| Ret     | 40  | Arón Canet              | Kalex       | 19      | Caída     | 7        |        |
| Ret     | 11  | Mattia Pasini           | Kalex       | 18      | Caída     | 17       |        |
| Ret     | 28  | Niccolò Antonelli       | Kalex       | 14      | Caída     | 31       |        |
| Ret     | 35  | Somkiat Chantra         | Kalex       | 14      | Caída     | 12       |        |
| Ret     | 13  | Celestino Vietti        | Kalex       | 7       | Caída     | 9        |        |
| Ret     | 79  | Ai Ogura                | Kalex       | 7       | Caída     | 5        |        |
| Ret     | 6   | Cameron Beaubier        | Kalex       | 5       | Caída     | 13       |        |
| Ret     | 21  | Alonso López            | Boscoscuro  | 3       | Caída     | 1        |        |
| Ret     | 24  | Simone Corsi            | MV Agusta   | 0       | Caída     | 26       |        |
| Fuente: |     |                         |             |         |           |          |        |

### Resultados Moto3
| Pos.    | N.º | Piloto               | Constructor | Vueltas | Tiempo    | Parrilla | Puntos |
| ------- | --- | -------------------- | ----------- | ------- | --------- | -------- | ------ |
| 1       | 28  | Izan Guevara         | Gas Gas     | 23      | 38:10.406 | 1        | 25     |
| 2       | 53  | Deniz Öncü           | KTM         | 23      | +0.062    | 2        | 20     |
| 3       | 11  | Sergio García        | Gas Gas     | 23      | +6.557    | 3        | 16     |
| 4       | 7   | Dennis Foggia        | Honda       | 23      | +14.133   | 7        | 13     |
| 5       | 71  | Ayumu Sasaki         | Husqvarna   | 23      | +14.574   | 5        | 11     |
| 6       | 31  | Adrián Fernández     | KTM         | 23      | +14.676   | 24       | 10     |
| 7       | 44  | David Muñoz          | KTM         | 23      | +14.889   | 13       | 9      |
| 8       | 10  | Diogo Moreira        | KTM         | 23      | +15.048   | 4        | 8      |
| 9       | 6   | Ryusei Yamanaka      | KTM         | 23      | +15.288   | 9        | 7      |
| 10      | 96  | Daniel Holgado       | KTM         | 23      | +15.440   | 14       | 6      |
| 11      | 17  | John McPhee          | Husqvarna   | 23      | +15.533   | 10       | 5      |
| 12      | 48  | Iván Ortolá          | KTM         | 23      | +15.618   | 6        | 4      |
| 13      | 99  | Carlos Tatay         | CFMoto      | 23      | +15.777   | 16       | 3      |
| 14      | 24  | Tatsuki Suzuki       | Honda       | 23      | +28.493   | 8        | 2      |
| 15      | 16  | Andrea Migno         | Honda       | 23      | +28.503   | 23       | 1      |
| 16      | 9   | Nicola Fabio Carraro | KTM         | 23      | +28.545   | 17       |        |
| 17      | 23  | Elia Bartolini       | KTM         | 23      | +28.818   | 20       |        |
| 18      | 38  | David Salvador       | KTM         | 23      | +29.160   | 12       |        |
| 19      | 77  | Filippo Farioli      | Gas Gas     | 23      | +29.402   | 19       |        |
| 20      | 20  | Lorenzo Fellon       | Honda       | 23      | +29.454   | 22       |        |
| 21      | 66  | Joel Kelso           | KTM         | 23      | +31.915   | 18       |        |
| 22      | 5   | Jaume Masiá          | KTM         | 23      | +36.482   | 31       |        |
| 23      | 43  | Xavier Artigas       | CFMoto      | 23      | +36.526   | 15       |        |
| 24      | 27  | Kaito Toba           | KTM         | 23      | +36.751   | 32       |        |
| 25      | 95  | David Almansa        | KTM         | 23      | +42.091   | 21       |        |
| 26      | 70  | Joshua Whatley       | Honda       | 23      | +50.015   | 29       |        |
| 27      | 64  | Mario Aji            | Honda       | 23      | +50.156   | 28       |        |
| 28      | 22  | Ana Carrasco         | KTM         | 23      | +57.280   | 30       |        |
| 29      | 67  | Alberto Surra        | Honda       | 23      | +57.360   | 26       |        |
| Ret     | 19  | Scott Ogden          | Honda       | 15      | Retirado  | 25       |        |
| Ret     | 72  | Taiyo Furusato       | Honda       | 14      | Caída     | 27       |        |
| Ret     | 54  | Riccardo Rossi       | Honda       | 8       | Caída     | 11       |        |
| Fuente: |     |                      |             |         |           |          |        |